# Eutükhianosz pápa
Szent Eutükhianosz (latinul: Eutychianus), (kb. 240 – 283. december 7.) volt a 27. pápa, akit elődje, Félix halála után kevesebb mint egy héttel választottak egyházfővé Rómában, 275. január 4-én. Egészen haláláig töltötte be ezt a hivatalt.

## Élete
Uralkodásáról kevés biztosat tudunk. Az itáliai Luniban született, keresztény családban. Pápává választása után a szentmise egységesítéséért küzdött. Az egyik újítása a liturgikus szertartásrendben az volt, hogy az oltáron Eutükhianosz pontifikátusától kezdve szőlőt, babot és gabonaféléket is szenteltek. A hagyományok szerint ő volt az, aki a meggyilkolt vértanúk testére dalmatikát, a római császárok palástjára hasonlító takarót teríttetett tisztelete kifejezése végett. Ebből a palástból alakult ki a későbbi diakónusi miseruha.
A hagyomány egyébként úgy tartja, hogy 324 vértanút temetett el, ezért alakulhatott ki éppen az ő esetében a dalmatika hagyománya. Halála után a Calixtus-katakombában temették el, ahol évszázadok múltán megtalálták sírkövét is. Ünnepét december 8-án tartja a katolikus egyház.

## Művei
- Documenta Catholica Omnia (latin nyelven). [2017. február 1-i dátummal az eredetiből archiválva]. (Hozzáférés: 2011. december 6.)